# David Addy
Pour les articles homonymes, voir Addy.
David Nii Addy, né le 21 février 1990 à Prampram, est un footballeur international ghanéen.
En 2014-2015, il joue au Waasland-Beveren, en Belgique. Il joue également en équipe nationale du Ghana.

## Carrière

### Club
En 2008, Addy quitte son club au Ghana, l'International Allies FC, pour le Randers FC, au Danemark. Lors de sa deuxième saison, il découvre avec son équipe la Ligue Europa.
Le 1er février 2010 il est recruté par le FC Porto contre une indemnité de 800 000 €,. Il ne joue qu'un seul match avec Porto, le 14 avril, lors des demi-finales de la Coupe du Portugal. En juillet, il est prêté pour une saison à l'Académica de Coimbra. L'année suivante il est de nouveau prêté, cette fois en Grèce, au Panetolikos.
Le 30 septembre 2012, Addy est finalement transféré définitivement au Vitoria SC, avec lequel il remporte la Coupe du Portugal en 2013. L'année suivante, Addy dispute quatre matchs de Ligue Europa contre le Real Betis et l'Olympique lyonnais notamment.
En 2014, il rejoint le club belge de Waasland-Beveren,. Il rompt son contrat après une saison.

### Sélection
Addy est appelé en sélection des moins de 20 ans en 2008, pour un match face à l'Angola. Il remporte en février avec ses compatriotes la Coupe d'Afrique des nations junior 2009, dont il joue la finale comme titulaire. 
Quelques mois plus tard, il remporte encore la Coupe du monde des moins de 20 ans, organisée en Égypte, en battant en finale le Brésil. Lors du mondial, il est titulaire indiscutable, prenant part à sept matchs.
Addy fait ses débuts en sélection A en juin 2008, face au Lesotho. En 2015, il compte huit sélections officielles avec les A.

## Palmarès
- Vainqueur de la Coupe du Portugal en 2013 avec le Vitória Guimarães